# الثوره
شهر الثوره (به عربی: الثورة) در استان رقه در کشور سوریه واقع شده‌است. جمعیت این شهر ۸۹٫۸۱۵ نفر است.